# Malinnik (Cieplice Śląskie-Zdrój)
Malinnik (deutsch Herischdorf) ist ein Ortsteil von Cieplice Śląskie-Zdrój (Bad Warmbrunn), einem Stadtteil der polnischen Stadt Jelenia Góra (Hirschberg) am Fuß des Riesengebirges in der Woiwodschaft Niederschlesien.

## Lage
Der Ort liegt beiderseits des Flusses Kamienna (Zacken) rund 350 m über dem Meeresspiegel, unmittelbar östlich der Kerngemeinde von Cieplice Śląskie-Zdrój, mit der er siedlungsmäßig zusammengewachsen ist. Jelenia Góra liegt rund fünf Kilometer nordöstlich.

## Geschichte
„Heroldisdorf“ wurde erstmals in einer Urkunde vom 20. März 1288 erwähnt, als dort der „Commendator fontis calidi“ eine Herberge für die kranken Besucher der Warmbrunner Quellen errichtete. Es gehörte zum Herzogtum Schweidnitz-Jauer, mit dem es nach dem Tod des Herzogs Bolko I. 1368 erbrechtlich an Böhmen fiel. Allerdings stand seiner Witwe, der Herzogin Agnes ein lebenslanger Nießbrauch zu. 1381 übergab sie die Herischdorfer Mühle zusammen mit anderen Besitzungen für treue Dienste dem Gotsche Schoff II. († 1420). Im selben Jahr bestätigte der böhmische König Wenzel IV. als Erbe des Herzogtums Schweidnitz die Schenkung. 1402 schenkte Gottsche Schoff II. die Herischdorfer Mühle der von ihm für das Kloster Grüssau geschaffenen Propstei in Warmbrunn. Zwischen 1409 und 1415 gelangte Herischdorf zusammen mit anderen Besitzungen an Gotsche Schoff II., der es seiner Herrschaft Kynast inkorporierte. Nachdem die Burg Kynast 1635 angebrannt und nicht wieder aufgebaut wurde, verlegte die Familie Schaffgotsch ihren Wohnsitz nach Warmbrunn
Nach dem Ersten Schlesischen Krieg 1742 fiel Herischdorf mit dem größten Teil Schlesiens an Preußen. Ab 1816 gehörte es zum preußischen Landkreis Hirschberg im Riesengebirge, mit dem es bis 1945 verbunden blieb. 1874 wurde der Amtsbezirk Warmbrunn gebildet, zu dem auch die Landgemeinden Warmbrunn und Herischdorf sowie die Gutsbezirke Herischdorf, Vorwerk und Warmbrunn-Schloss gehörten.
Herischdorf besaß Betriebe zur Fabrikation von Maschinen (insbesondere das weltweit renommierte Füllnerwerk), Möbeln, Korbwaren und Presshefe. Die Einwohnerzahl betrug im Jahr 1900 2887 und im Jahr 1939 4452 (viertgrößte Gemeinde im Landkreis nach Hirschberg, Bad Warmbrunn und Schmiedeberg). Herischdorf lag an der Hirschberger Talbahn, die seit 1900 im elektrischen Betrieb die Städte Hirschberg und Bad Warmbrunn verband. Am 1. Oktober 1941 wurde die Gemeinde Herischdorf in die Stadt Bad Warmbrunn eingemeindet. 
Als Folge des Zweiten Weltkriegs fiel Herischdorf 1945 an Polen und wurde in Malinnik umbenannt. Die deutsche Bevölkerung wurde weitgehend vertrieben. Als Ortsteil des nunmehr in Cieplice Śląskie-Zdrój unbenannten Bad Warmbrunn gehört Malinnik seither zum Powiat Jeleniogórski (Kreis Hirschberg). Im Jahr 1969 wurde der Betrieb der Hirschberger Talbahn eingestellt. Zusammen mit Cieplice Śląskie-Zdrój wurde Malinnik 1975 nach Jelenia Góra (Hirschberg) eingemeindet.

## Persönlichkeiten
Folgende Personen wurden im Ort geboren:
- Ruth Bré (1862–1911), Mutterrechtlerin
- Alfred Weczerzick (1864–1952), deutscher Maler, Tiermaler und Illustrator
- Robert Matzke (1884–1943), kommunistischer Widerstandskämpfer
- Ralph von Oriola (1895–1970), General
- Peter Vogt (1897–1941), Politiker und SA-Führer
- Werner Schmauch (1905–1964), evangelischer Theologe
- Erhard Köster (1926–2007), Schauspieler
- Leonhard von Dobschütz (geb. 1940), Mathematiker und Wirtschaftswissenschaftler

Im Ort verstorben sind:
- Carl Friedrich Mosch (1784–1859), Mineraloge
- Ernst Dreyer (1816–1899), deutscher Schiffbaumeister und Reeder
- Hermann Plathner (1818–1897), Baumeister
- Sigismund von Schlichting (1829–1909), General
- Felix von Dobschütz (1867–1936), evangelischer Geistlicher
- Julius Weise (1844–1925), Insektenforscher